# Annie Borckink
Annie Borckink (n. 17 octombrie 1951, Eibergen⁠(d), Gelderland, Țările de Jos) este o sportivă ce a reprezentat Regatul Țărilor de Jos, medaliată olimpică. A participat la două ediții ale Jocurilor Olimpice (1976, 1980) în care a câștigat o medalie de aur.